# SBB CFm 2/4
Der CFm 2/4 war ein Dieseltriebwagen der Schweizerischen Bundesbahnen (SBB) für den Einsatz auf nicht elektrifizierten Nebenstrecken.

## Geschichte

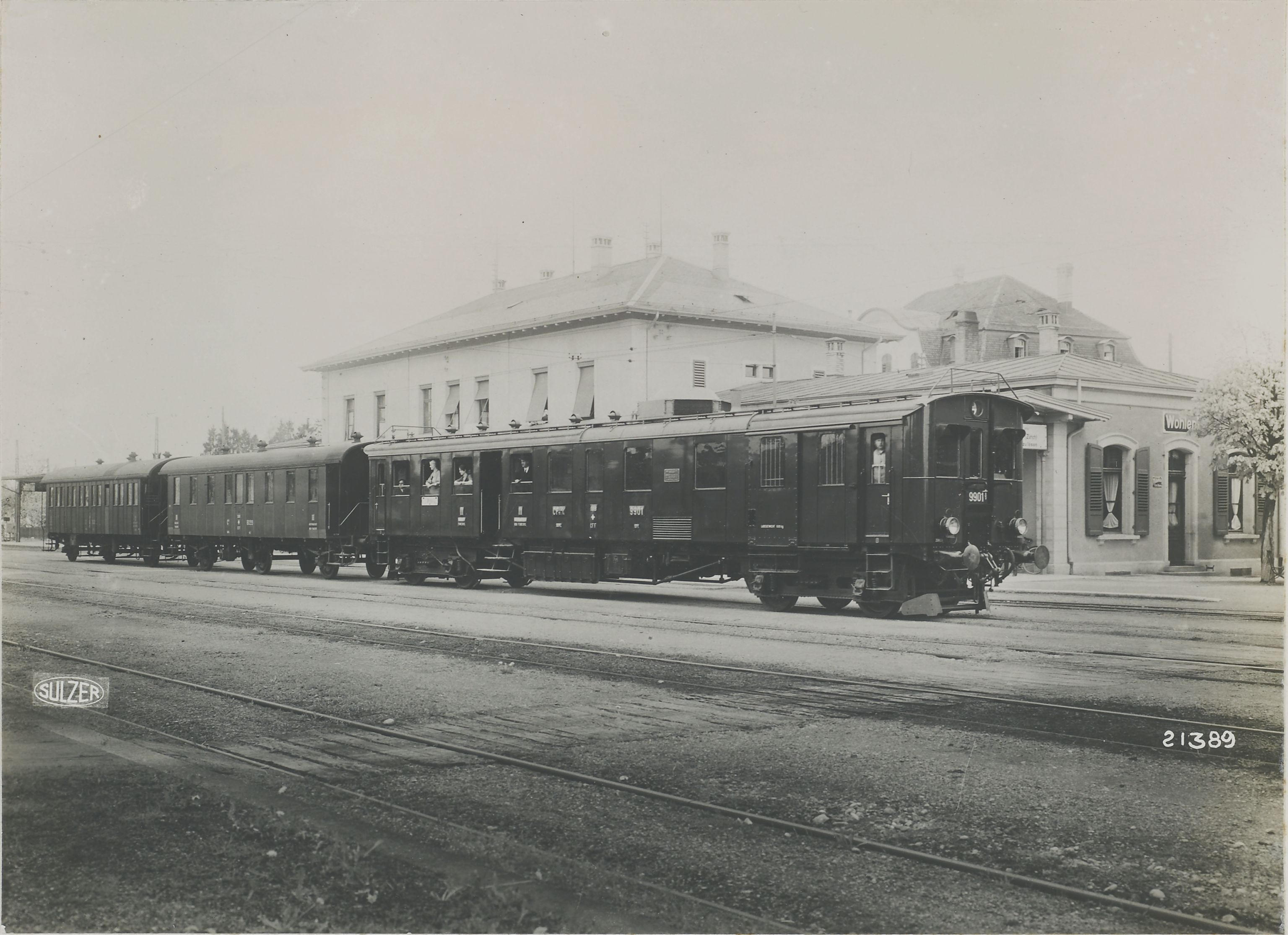
CFm 2/4 9901 mit zwei Wagen in Wohlen

Der CFm 2/4 9901 wurde im April 1925 an die SBB abgeliefert. Der Wagenkasten stammte von der SIG, die elektrische Ausrüstung von BBC und der Dieselmotor von Sulzer. Der Triebwagen sollte den Betrieb auf nicht elektrifizierten Nebenstrecken vereinfachen, da auf den bei Zügen mit Dampflokomotiven erforderlichen Heizer verzichtet werden konnte. Daher war der Triebwagen auch mit einer Sicherheitsfahrschaltung für den einmännigen Betrieb ausgestattet. Der Triebwagen wurde zunächst auf der Aargauischen Südbahn zwischen Brugg und Wohlen eingesetzt, später auf der Bülach-Baden-Bahn zwischen Baden und Niederglatt sowie zwischen Koblenz und Waldshut.
1938 erhielt der Triebwagen eine neue, leistungsstärkere Motorgeneratorgruppe, was seine Leistung erhöhte und die Höchstgeschwindigkeit von 75 km/h auf 90 km/h steigerte. Nach dem Umbau trug der Triebwagen die Nummer 791. Er verkehrte auf der alten Nationalbahn-Strecke Winterthur–Etzwilen–Singen und auf der Strecke Winterthur–Effretikon–Hinwil. Während des Zweiten Weltkriegs wurde der Triebwagen aufgrund von Brennstoffmangel abgestellt. Nach 1945 war der Triebwagen im Kanton Tessin im Einsatz. Er verkehrte von Bellinzona bis Ranzo, dem letzten Bahnhof vor der Schweizer Grenze auf der Strecke Cadenazzo–Luino. Er wurde jedoch auch auf anderen Nebenstrecken eingesetzt, wo er unwirtschaftliche Personenzüge mit Dampflokomotiven ersetzte.
Ein weiterer Umbau fand 1951 in den SBB-Hauptwerkstätten Zürich statt, bei dem er einen neuen Dieselmotor von Saurer erhielt. Daraufhin bekam er die Nummer 1691 und wurde auf der Strecke Nyon–Crassier–Divonne-les-Bains eingesetzt. Ab 1956 wurde er als BFm 2/4 bezeichnet, nachdem die 3. Klasse abgeschafft worden war. Er verkehrte bis 1961 auf der Strecke, wo er vom SBB Dm 2/4 Nr. 1692, ebenfalls ein Einzelfahrzeug, abgelöst wurde, nachdem er schadhaft war. Eine Reparatur wurde nicht mehr vorgenommen, da der Betrieb auf der Strecke von Nyon nach Divonne aufgrund des Autobahnbaus 1962 eingestellt wurde.
Der Triebwagen wurde 1966 zum Eich- und Messwagen für die Bauabteilung der Generaldirektion Bern umgebaut und erhielt dabei die Dienstwagenbezeichnung X 91 502. Später wurde die Nummer in Xa 97-30 100 geändert.

Eich- und Messwagen X 91502 in Ossingen (1969)
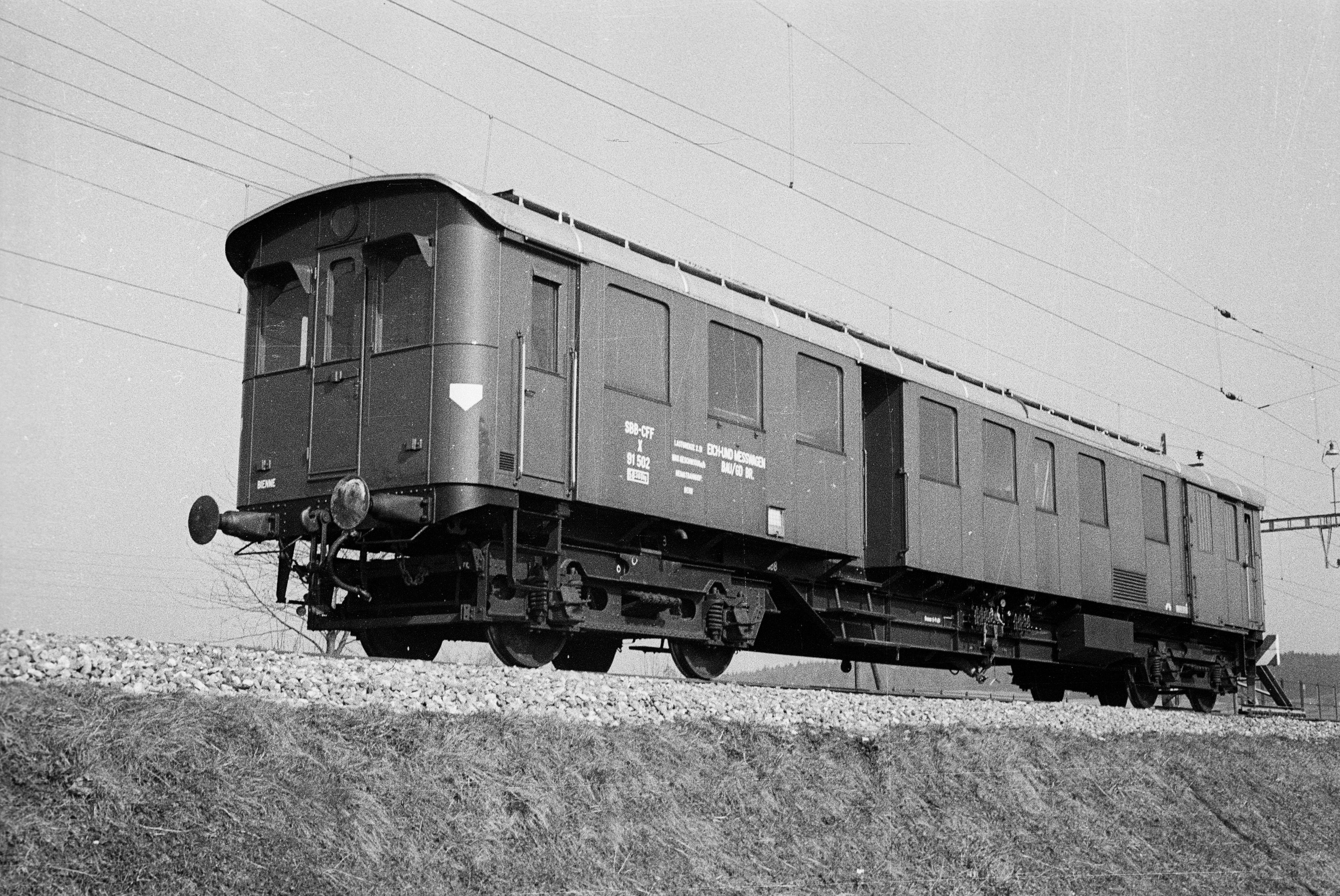
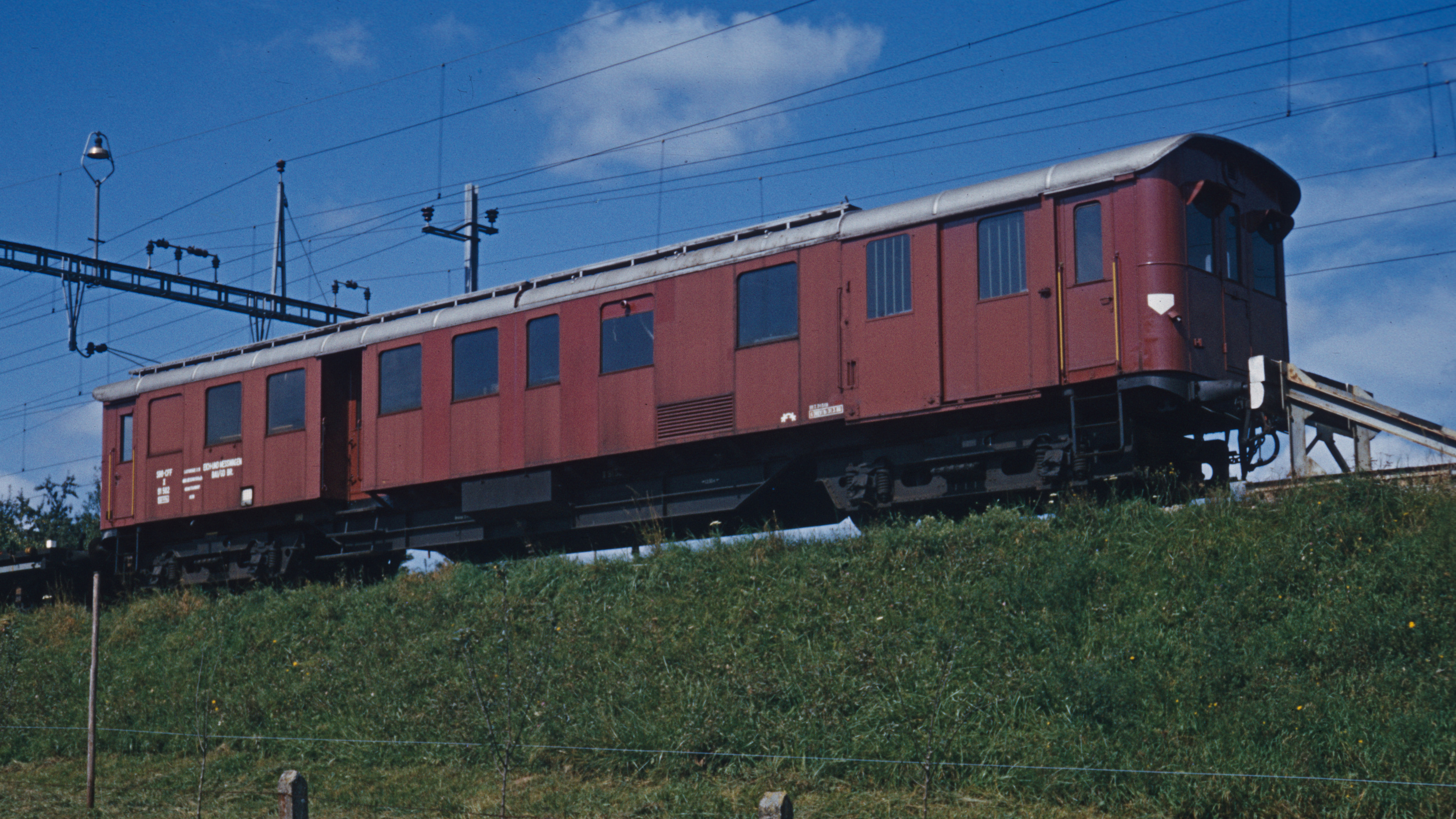

## Technik
Der Wagenkasten des CFm 2/4 verfügte an einem Ende ein Gepäckabteil und am anderen Ende über zwei Personenabteile der 3. Klasse, ab 1956 der 2. Klasse, wobei der Einstieg zwischen den Abteilen angeordnet war. Der Dieselmotor war zwischen den Personenabteilen und dem Gepäckabteil angeordnet. Bei der Auslieferung war ein Achtzylinder-Viertakt-V-Motor von Sulzer eingebaut, der bei 550/min eine Leistung von 250 PS hatte. Der Hauptgenerator von BBC war auf der Welle des Dieselmotors montiert und erzeugte den Strom für die beiden Fahrmotoren des Triebdrehgestells. Ein auf dem Hauptgenerator montierter Gleichstromgenerator, der über einen Flachriemen angetrieben wurde, erzeugte Strom für die Batterieladung, die Fahrzeugbeleuchtung und die Fahrzeugsteuerung. Das Fahrzeug war mit einer Westinghouse-Druckluftbremse ausgestattet und verfügte an beiden Wagenenden über Handbremsen, die als Feststellbremse dienten.

Führerstand

Für den einmännigen Betrieb verfügte der Triebwagen über eine Sicherheitsfahrschaltung, die durch ein Pedal oder das Niederdrücken des Fahrschalters bedient werden konnte. Sollte der Wagenführer die Bedienung der Sicherheitsfahrschaltung unterlassen, wurde der Dieselmotor automatisch abgestellt und eine Schnellbremsung eingeleitet.
Im Zuge des Umbaus von 1938 erhielt das Fahrzeug einen leistungsfähigeren Motor von Sulzer sowie einen neuen Generator von BBC. Der neue Motor war als liegender Vierzylinder-Zweitakt-Gegenkolbenmotor ausgeführt und hatte bei 1250/min eine Leistung von 400 PS. Die Generatorleistung wurde von einem Feldregler eingestellt, der mit der Regelstange des Dieselmotors verbunden war. Um die Höchstgeschwindigkeit von 75 km/h auf 90 km/h zu erhöhen, wurden die Radsatzgetriebe geändert und die Fahrmotoren neu gewickelt.
Ein weiterer Umbau fand 1951 statt, bei dem erneut ein neuer Motor eingebaut wurde, diesmal ein Zwölfzylinder-Viertakt-V-Motor vom Typ BZDS von Saurer, der bei 1500/min eine Leistung von 330 PS entwickelte.
Der Führerstand war links neben dem Wagenübergang angeordnet und für stehende Bedienung eingerichtet. Der Fahrschalter wurde mittels eines Handrades bedient. Nahe der linken Seitenwand befanden sich das Führerbremsventil, die Direkte Bremse und der Generatorschalter. Etwas erhöht an der Wand war das Ventil der Sandstreueinrichtung angebracht, das mit einem Handrad bedient wurde, sowie das Manometer, das den Druck der Apparateluft anzeigte. In der Ecke war das Doppelmanometer, das den Druck des Hauptluftbehälters und der Hauptleitung anzeigte, sowie der Geschwindigkeitsmesser von Hasler angeordnet.